# Ytterstad
Ytterstad est une localité du comté de Nordland, en Norvège.

## Géographie
Administrativement, Ytterstad fait partie de la kommune de Lødingen.